# Droga międzynarodowa E14 (Polska)
Droga międzynarodowa E14, nazywana także Traktem Piastowskim – byłe oznaczenie drogi w Polsce w latach 1962–1985, prowadzącej od przejścia granicznego w Jakuszycach do Szczecina i Świnoujścia.
Droga E14 była tożsamą z trasą europejską E14 o przebiegu: Trieste – Ronchi – Udine – Tarvisio – Villach – Salzburg – Linz – Tábor – Praha – Mladá Boleslav – Jablonec – Novy Svet – Jelenia Góra – Szczecin. W 1968 roku została wydłużona do Świnoujścia.
Na przełomie lat 70. i 80. XX w. wdrożono nowy system numeracji. Za następcę E14 można uznać E65, o w dużej części identycznym przebiegu w Polsce – zamiast przez Kożuchów, Szprotawę i Bolesławiec poprowadzono trasę przez Lubin, Legnicę i Jawor. W 1985 Polska przyjęła nowy system numeracji tras europejskich, a 14 lutego 1986 roku dla dróg krajowych. Trasy europejskie otrzymały numery krajowe używane zamiennie (równolegle) z międzynarodowymi. Trasa E65 otrzymała numer 3, który co do podstawowej zasady obowiązuje do dziś.
Obecnie polski odcinek posiada następujące oznaczenia krajowe:
| Numer | Przebieg                                                                     |
| ----- | ---------------------------------------------------------------------------- |
| 3     | - Jakuszyce – Jelenia Góra - Miękowo – Parłówko - Parłówko – Świnoujście     |
| S3    | - Nowa Sól – Miękowo - obwodnica Parłówka                                    |
| 2491D | Jelenia Góra – Wleń – Pławna Dolna                                           |
| 297   | Pławna Dolna – Lwówek Śląski – Bolesławiec – Szprotawa – Kożuchów – Nowa Sól |

## Historyczny przebieg E14
- województwo jeleniogórskie
  - Jakuszyce  – granica z Czechosłowacją
  - Jelenia Góra  E83   18   19 
  - Wleń
  - Lwówek Śląski
  - Bolesławiec  T22 [a]
  - Golnice  E22
- województwo zielonogórskie
  - Szprotawa
  - Kożuchów
  - Nowa Sól  42

odcinek Nowa Sól – Zielona Góra wspólny z 42
- - Otyń
  - Zielona Góra  42 [b] 46

odcinek Zielona Góra – Szczecin wspólny z 46
- - Sulechów  44 [a]
  - Świebodzin  E8
- województwo gorzowskie
  - Międzyrzecz
  - Skwierzyna  17   T8 [a]
  - Gorzów Wielkopolski
- województwo szczecińskie
  - Pyrzyce
  - Szczecin  E74   19 [c]  T81 [a]

odcinek Szczecin – Świnoujście jako część E14 od 1968 r.
- - Rzęśnica  16 
  - Goleniów  52 
  - Wolin
  - Świnoujście

### Przebieg w Świebodzinie
- lata 70. – 1985[5]

ul. Armii Czerwonej (obecnie ul. Wojska Polskiego) – ul. Świerczewskiego (ob. ul. Zachodnia) – ul. Stanisława Konarskiego – pl. Wolności – ul. Kolejowa – ul. Sulechowska

### Przebieg w Zielonej Górze
- lata 70.[6]

ul. Wrocławska – ul. Nowotki – ul. Waryńskiego – ul. Bema – ul. Sulechowska